# 원환
원환(袁渙, ? ~ ?)은 중국 후한 말기의 관료로, 자는 요경(曜卿)이며 진국 부락현(扶樂縣) 사람이다. 전한의 관내후 원간의 후손으로, 아버지 원방은 사도를 지냈다.

## 생애

### 원술 · 여포 휘하에서의 행적
젊을 때부터 지방 관리를 역임하였다.
196년, 예주자사 유비에 의해 무재로 천거되었다. 그 후 원술을 섬겼으며, 항상 정론을 펼쳤기 때문에 원술은 그를 공경하였다.
197년, 원술은 부릉(阜陵)에서 여포에게 패하였고 원환은 여포의 포로가 되어 그를 섬겼다.
어느 날, 여포는 원환에게 유비를 비난하는 글을 쓰도록 하였다. 원환은 이를 거절하였고, 급기야 여포는 무기를 원환에게 들이밀며 협박하였다. 그러나 원환의 안색은 조금도 바뀌지 않았고, 곧 여포는 부끄러워하여 이를 물렸다.
198년 12월, 여포의 세력은 조조에 의해 토벌당했다. 이때 진군 등 조조에게 투항한 자들은 모두 조조의 앞에서 엎드렸으나, 원환은 조조와 대등하게 인사를 나누었다. 이때 조조는 투항한 자들에게 물자를 나누어 주었는데, 다른 사람들은 물자를 가득 실어 갔으나 원환은 수백 권의 책과 약간의 식량만 가져갔다. 조조는 이러한 원환의 모습을 보고 그를 존중하였다.

### 조조 휘하에서의 행적
조조 휘하에서 원환은 패군남부도위(沛郡南部都尉)·양상·간의대부(諫義大夫) 겸 승상군좨주(丞相軍祭酒)·낭중령 겸 행어사대부사(行御史大夫事)를 역임하였다. 주로 내정 면에서 헌책을 하였고, 충의지사로 명성이 높았으며 청빈한 생활을 하였고 백성들을 교화하는 것을 정치의 요체로 삼았기 때문에 백성들이 그를 공경하였다.
원환이 숨을 거두자, 조조는 눈물을 흘리며 이를 슬퍼하였다.

## 같이 보기
- 삼국지 인물 목록